# Chezani
Chezani är en ort i Komorerna.   Den ligger i distriktet Grande Comore, i den nordvästra delen av landet, 30 km nordost om huvudstaden Moroni. Chezani ligger 182 meter över havet och antalet invånare är 2 322. Den ligger på ön Grande Comore.
Terrängen runt Chezani är kuperad västerut, men österut är den platt. Havet är nära Chezani åt nordost.  Närmaste större samhälle är Mbéni, 8,0 km söder om Chezani. 